# Guerra anglo-española (1779-1783)
La guerra anglo-española de 1779-1783, parte de guerra de Independencia de los Estados Unidos, fue el conflicto entre España y Gran Bretaña por la intervención española a favor de los separatistas de las Trece Colonias.
España, aliada con Francia a través de los Pactos de Familia, vio la Revolución de las Trece Colonias como una oportunidad para debilitar al Imperio británico, que le había causado pérdidas importantes durante las guerra de los Siete Años. 
España comenzó a participar secretamente en el conflicto a partir de 1775 con la ayuda facilitada por el gobernador Luis de Unzaga y Amézaga quien continuó durante 1776 y meses después a través de la financiación, junto con Francia, de Roderique Hortalez et Cíe. (compañía creada por Unzaga, su pariente Diego de Gardoqui y Pierre-Augustin Caron de Beaumarchais, en mayo de 1776 en Nueva Orleans y con sedes en Bilbao y Cádiz, para proporcionar suministros militares a los rebeldes). El recién nombrado secretario de Estado de Carlos III, el conde de Floridablanca, escribió en marzo de 1777: «el destino de los intereses de las colonias nos importa mucho, y vamos a hacer por ellos todo lo que las circunstancias lo permitan».

## Ayuda a las Trece Colonias: 1776-1778
En 1776, las coronas de Francia y España contribuyeron con 1.000.000 de libras francesas cada una para financiar el primer envío conjunto de armas a gran escala. Esto supuso la ayuda inicial de España al mal equipado Ejército Continental, financiando la adquisición de 216 cañones, 27 morteros, 12.826 granadas, 51.134 balas, 300.000 libras de pólvora, 30.000 fusiles con bayoneta, 4.000 tiendas de campaña y 30.000 uniformes. Con la ayuda de estos oportunos suministros españoles, el general Horatio Gates venció al general John Burgoyne en Saratoga el 17 de octubre de 1777.
El mismo año, en correspondencia con el enviado de España en París, el aragonés conde de Aranda, Benjamin Franklin expresó su gratitud por el nuevo préstamo de España de casi 200.000 libras en efectivo, «junto con provisiones navales de sus puertos».
La ayuda española se suministra a las Trece Colonias a través de cuatro rutas principales: a través del puerto de Nueva Orleans y el río Misisipi, desde los puertos franceses con la financiación de familiares de Luis de Unzaga y Amézaga, nieto del alcalde y empresario bilbaíno Thomás de Unzaga Gardoquí que asociados con Roderigue Hortalez y Cía., y desde el puerto de Bilbao, gracias a otros familiares de Unzaga, los Gardoqui, familia vasca rica de la época.
Gracias a la libertad de comercio por el Misisipi que permitió desde 1770 Luis de Unzaga y Amézaga en Nueva Orleans comenzó el 22 de mayo de 1776, cuando el general Charles Lee envió a dos del Ejército Continental (el ejército de las Trece Colonias) y los funcionarios empezaron a solicitar los suministros desde el gobernador de Nueva Orleans Luis de Unzaga. Unzaga, preocupado por contrariar abiertamente a los británicos antes que los españoles se prepararan para la guerra, estuvo de acuerdo con ayudar a los rebeldes de las Trece Colonias en secreto. Unzaga autorizó el envío de la pólvora que necesitaban desesperadamente en una transacción negociada con Oliver Pollock, patriota (revolucionario) y financiero. Cuando Bernardo de Gálvez fue nombrado gobernador de Nueva Orleans en enero de 1777, continuó ampliando las operaciones de suministro.
A través de la casa Joseph de Gardoqui e hixos se enviaron 300 fusiles y bayonetas, 946.942 reales y 103.000 pesos. Estas monedas, los célebres Spanish dollars, introducidos en EE. UU. por el amigo de Luis de Unzaga y Amézaga, Oliver Pollock, sirvieron para respaldar la deuda pública estadounidense, los continentales y fueron copiados dando origen a su propia moneda, el dólar estadounidense.
El patriota Benjamin Franklin informó desde París al Congreso Continental en marzo de 1777 que la Corte española en silencio había concedió a los rebeldes el acceso directo, anteriormente restringido, a La Habana como nación más favorecida. Franklin también señaló en el mismo informe que tres mil barriles de pólvora estaban esperando en Nueva Orleans, y que los comerciantes de Bilbao «recibieron órdenes de enviarnos todos los artículos que pudiéramos necesitar».

## Declaración de guerra
Los españoles habían sufrido graves pérdidas en contra de los británicos en la guerra anglo-española (1761-1763) (guerra de los Siete Años), y estas pérdidas, en gran medida influyeron para entrar en la guerra de Independencia de los Estados Unidos. Durante la guerra de los Siete Años, dos puertos comerciales de España, La Habana (en Cuba) y Manila (en Filipinas), fueron invadidas y ocupadas por los británicos en 1762. En el Tratado de paz de 1763, España recuperó La Habana mediante la cesión de la Florida, incluyendo San Agustín, que los españoles habían fundado en 1565. España recuperó Manila después. A los ministros españoles también les preocupaba Portugal, aliado tradicional de los británicos.
La posición española fue resumida por el antiguo secretario de Estado de España y el entonces embajador ante la corte francesa, Jerónimo Grimaldi, en una carta a Arthur Lee, un diplomático estadounidense en Madrid que estaba tratando de convencer a los españoles para declarar una alianza abierta con las incipientes Trece Colonias. Genovés de nacimiento, Grimaldi puso estos reparos en su respuesta: «Usted ha considerado su propia situación, y no en  nuestro momento en que aún no ha llegado para nosotros la guerra con Portugal —Francia no está preparada, y nuestros barcos del tesoro de América del Sur no han llegado— hace que sea inadecuado para que la declaremos de inmediato». Mientras tanto, Grimaldi aseguró a Lee que se habían almacenado suministros de uniformes y pólvora en Nueva Orleans y La Habana para los estadounidenses, y más envíos se estaban preparando en Bilbao.
En junio de 1779, los preparativos para la guerra finalizaron. La causa británica parecía estar en un punto particularmente bajo. Los españoles se unieron a Francia en la guerra con el Tratado de Aranjuez.

## Escenarios de batallas

### Aguas europeas

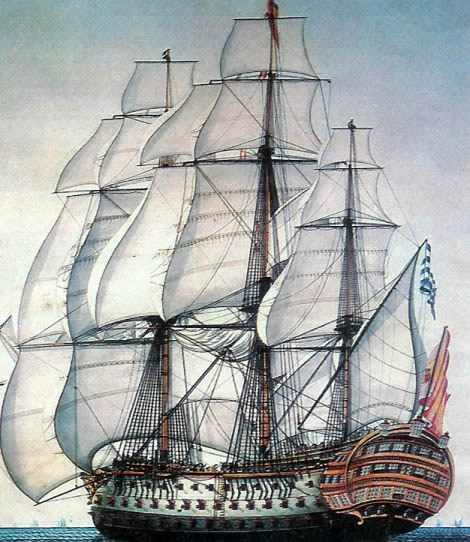
Navío Santísima Trinidad, buque insignia de la escuadra española responsable del apresamiento de 52 buques ingleses el 9 de agosto de 1780.

El objetivo principal de España era, como en la guerra de los Siete Años, la recuperación de Gibraltar y Menorca de los ingleses, que los había poseído desde 1704; ocupación que se produjo, aprovechando la guerra de Sucesión al trono de España, en el fondo, una guerra que afectó a toda Europa.
El sitio de Gibraltar, que duró desde el 16 de junio de 1779 al 7 de febrero de 1783, fue la primera acción española en la guerra. A pesar del tamaño más grande del ejército franco-español, de unos 50 000 efectivos, un ejército británico menor, comandado por George Augustus Eliott, pero con una flota mucho mayor que la española, fueron capaces de mantener la posición en la fortaleza, asegurando su abastecimiento por mar después de la batalla del Cabo de San Vicente en enero de 1780. Luis de Córdova capturó casi sesenta barcos británicos durante la captura del doble convoy inglés (1780) que iban destinados a la guerra colonial que mantenía Gran Bretaña, lo que causó un importante golpe logístico y moral a los británicos. La flota de Howe tuvo éxito, consiguiendo reabastecer Gibraltar y regresar a Inglaterra, escapando en la batalla del Cabo Espartel en octubre de 1782.
Del convoy inglés capturado, además de 52 buques, 80 000 mosquetes, 3000 barriles de pólvora, gran cantidad de provisiones y efectos navales destinados a mantener operativas las flotas inglesas de América y el océano Índico, vestuario y equipación para 12 regimientos de infantería (36 000 soldados), y la ingente suma de 1 000 000 de libras esterlinas en lingotes y monedas de oro para el pago de tropas y sobornos (todos los buques y bienes capturados estaban valorados en unas 600 000 libras). Además se hicieron cerca de 3000 prisioneros, de los cuales unos 1400 eran oficiales y soldados de infantería que pasaban como refuerzos a ultramar (el contingente normal de las tropas inglesas en América era de 40 000 hombres). Los refuerzos ingleses jamás llegarían a América.
El combinado franco-español en la toma de Menorca (1782) tuvo éxito. Menorca se rindió al año siguiente y volvió a ser parte de España después de la guerra, casi ochenta años después de que fuera capturada por los británicos.

### Indias Occidentales y costa del Golfo

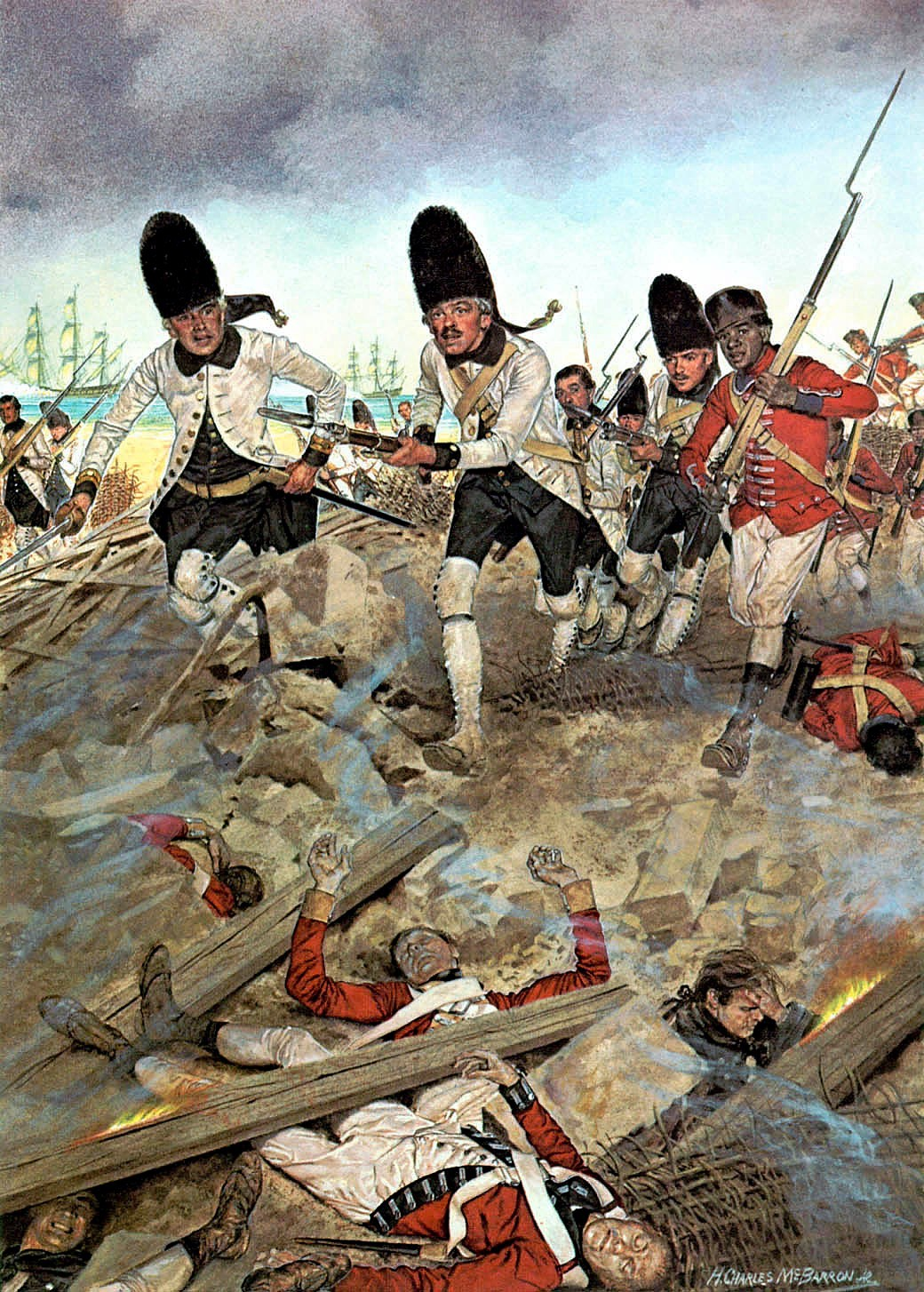
Granaderos españoles y el batallón de La Habana en la batalla de Pensacola.

En el Caribe, el principal esfuerzo fue dirigido a prevenir los posibles desembarcos británicos en Cuba, recordando la expedición británica contra Cuba que se apoderó de La Habana en la guerra de los Siete Años. Otros objetivos incluyen la reconquista de la Florida (que los británicos habían dividido en Florida Occidental y Florida Oriental en 1763), y la resolución de las controversias que involucran el registro de los británicos en Belice.
De Cádiz partió a finales de abril una gran expedición de más de 11 000 hombres (el llamado Ejército de Operación) transportado en 80 buques al mando del almirante José Solano que consiguió llegar sin novedades importantes a La Habana en septiembre, aunque con más de 2000 bajas por enfermedades. Este ejército iba dirigido a operar en Florida y golfo de México y Caribe.
En el continente, el gobernador de la Luisiana española, el conde Bernardo de Gálvez, encabezó una serie de ofensivas exitosas contra los fuertes británicos en el valle del Misisipi, en primer lugar la captura de Fort Bute en Manchac y luego forzar la rendición de la batalla de Baton Rouge y los sitios de Natchez y Mobile en 1779 y 1780. Bernardo de Gálvez mandó una expedición militar española para capturar Pensacola, la capital de la Florida Occidental, en 1780, que lograron una decisiva victoria contra los británicos en 1781 en la batalla de Pensacola pasando la Florida Occidental a territorio español. Esto aseguró la ruta del sur de suministros y cerró la posibilidad de cualquier ofensiva británica en la frontera occidental de Estados Unidos a través del río Misisipi.
Cuando España entró en la guerra, Gran Bretaña, también pasó a la ofensiva en el Caribe, la planificación de una expedición contra los españoles en Nicaragua. Un intento británico de hacerse un hueco en San Fernando de Omoa fue rechazado en octubre de 1779, y una expedición en 1780 contra el Castillo de la Inmaculada Concepción en Nicaragua fue en un primer momento un éxito, pero la fiebre amarilla y otras enfermedades tropicales acabó con la mayoría de la fuerza, que luego se retiró de nuevo a Jamaica.
Tras estos éxitos de los españoles, se fueron de nuevo a la ofensiva con la captura de las Bahamas, en 1782, sin batalla, debido al traslado masivo de colonos británicos expulsados de las Trece Colonias tras la batalla de Yorktown. En 1783, Gálvez estaba preparando una expedición militar para invadir Jamaica, desde Cuba, pero estos planes fueron abortados cuando Gran Bretaña pidió la paz.

### Medio Oeste de Norteamérica
Al final de la guerra de los Siete Años, Francia dotó de tropas el valle del río Misisipi con España, con el fin de evitar que entraran bajo el control británico tras el Tratado de París. Los españoles ayudaron a las Trece Colonias en sus campañas en el Medio Oeste norteamericano. En enero de 1778, el gobernador de Virginia Patrick Henry autorizó una expedición comandada por George Rogers Clark, quien capturó el fuerte de Vincennes y aseguró la región norte de Ohio para los rebeldes. Clark estuvo apoyado por Bernardo de Gálvez y Oliver Pollock para abastecer a sus hombres con armas y municiones, y proveer de crédito para comprar provisiones. Las líneas de crédito que Pollock estableció para comprar suministros a Clark debían estar respaldadas por el estado de Virginia. Sin embargo, Pollock, a su vez tenían que confiar en su propio crédito personal y Gálvez permitió utilizar los fondos del gobierno español para estar a disposición de Pollock en forma de préstamos. Estos fondos fueron entregados por lo general en la oscuridad de la noche por el secretario privado de Gálvez.
Las guarniciones españolas en la región de Luisiana, repelieron los ataques de las unidades británicas y el segundo de indios aliados en la batalla de San Luis en 1780. Un año más tarde, el 12 de febrero de 1781, D. Francisco Javier Cruzat y Virto de Vera, vicegobernador de Alta Luisiana, envió un destacamento que viajó a través de la actual Illinois, y tomó el fuerte de San José, en el estado de Míchigan. Esta expedición dio a España una cierta demanda en el Territorio del Noroeste, que fue frustrada diplomáticamente por el Reino Unido en el Tratado de París.

### Sitio de Yorktown
Los españoles también colaboraron en el sitio de Yorktown, en 1781, que fue la batalla crucial y la final de la guerra. El general francés Jean-Baptiste Donatien de Vimeur de Rochambeau, al mando de las fuerzas de su país en América del Norte, envió un llamamiento desesperado a François Joseph Paul de Grasse, el almirante francés designado para ayudar a los colonos, para pedirle recaudar dinero en el Caribe y financiar la campaña de Yorktown. De Grasse tras reunirse con el Comisionado Regio español Francisco de Saavedra, alcanzaron el llamado Convenio de Grasse-Saavedra, cuya primera acción fue organizar una flota de apoyo a las tropas franco-estadounidenses que asediaban a las tropas británicas en Yorktown. De este modo España envió una flotilla al mando de Solano para defender los puertos franceses en el Caribe, además de aportar el dinero que se necesitaba, más de 500 000 en pesos de plata, recolectados por Saavedra en La Habana en tan solo 24 horas. Esto hizo posible que la escuadra de De Grasse pudiera partir con dinero y un contingente de 3000 soldados de apoyo. Este dinero se utilizó para comprar insumos críticos para el sitio, y para financiar la nómina del ejército continental.

## Tratado de París

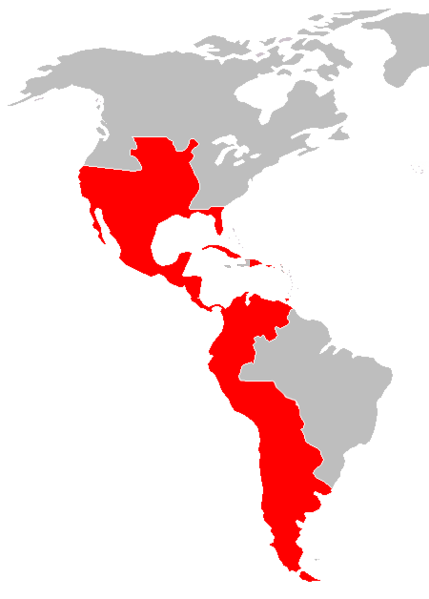
El Imperio español en América tras el Tratado de París

Las reformas realizadas por las autoridades virreinales españolas en las Américas como resultado de los malos resultados de España en la guerra de los Siete Años habían tenido éxito. Las fuerzas españolas se mantuvieron invictas en el teatro estadounidense, por lo menos hasta el final de la guerra. Tras las victorias españolas de Bernardo de Gálvez y José Solano, coordinadas por el ejército de operaciones desde el Caribe, Luis de Unzaga y Amézaga, al mando de la Capitanía general, recibe en La Habana al príncipe Guillermo IV del Reino Unido, con quien, en abril de 1783, antes incluso del Tratado de Paz de París, en los llamados Preliminares, acuerda intercambio de prisioneros y devolver a Inglaterra las islas Bahamas, recién conquistadas por su cuñado Bernardo de Gálvez a cambio de recuperar la totalidad de las Floridas, inclusive la ciudad de San Agustín en la Florida oriental, para España. Además, como resultado de la Guerra, España conservó Menorca y la Florida Occidental, conquistada, junto a Alabama, también por Bernardo de Gálvez. Además España asienta su soberanía sobre la costa de Mosquitos, Campeche y el archipiélago de San Andrés. Las tierras al este del Misisipi, poco después serían cedidas por España a los recién nacidos Estados Unidos de América.

## Consecuencias
La participación de España en la guerra revolucionaria americana fue ampliamente considerada como un éxito por ambos bandos. Aunque la historiografía francesa se ha hecho eco de su apoyo en la emancipación de las Trece Colonias, no se ha producido una labor similar, o siquiera descriptiva, de la importancia por parte de los historiadores hispanos, con lo que pasados los años, los norteamericanos posteriores a dichos hechos, solo destacan el apoyo galo.
La apertura de un segundo frente de batalla debilitó militarmente la posición británica en el continente americano, y resultó vital desde el punto de vista estratégico para el inicio de las victorias de George Washington. Esto, unido a la ayuda económica y las victorias como las de la toma de Pensacola, hizo que los patriotas americanos en ese momento consideraran la intervención española tan decisiva para el triunfo de las tropas americanas que, durante la parada militar del 4 de julio, Bernardo de Gálvez desfiló a la derecha de George Washington en reconocimiento a su labor y apoyo a la causa americana.

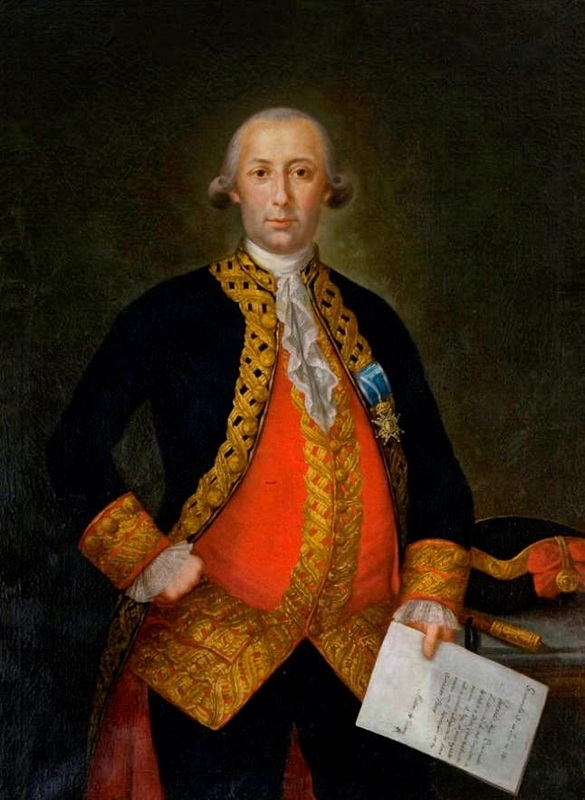
Retrato de Bernardo de Gálvez en el Capitolio de los Estados Unidos

Por su parte los españoles apostaron por entrar en la guerra en un momento de gran vulnerabilidad para Gran Bretaña, causada por el esfuerzo de la lucha contra los colonos rebeldes en América del Norte mientras que también llevaba a cabo una guerra global contra una creciente coalición de naciones. Esto permitió a España algunas conquistas fáciles, especialmente en el Nuevo Mundo. Como los británicos se extendían cada vez más, los españoles trataron de hacer la guerra contra Gran Bretaña en tantos frentes como fuera posible.
La guerra dio un fuerte impulso a la moral nacional española, que había sido socavada tras las importantes pérdidas causadas por los británicos durante la guerra anterior. A pesar de que la meta más codiciada de España, Gibraltar, se mantuvo fuera de su alcance, España fue más que compensada con la recuperación de Menorca y al recuperar su lugar como un jugador importante en el Caribe, todo lo cual se consideraba de vital importancia para continuar en el siglo XIX como una gran potencia.

Fronteras norteamericanas propuestas por el conde de Aranda hacia el final de la guerra de Independencia de los EE. UU., 3 de agosto de 1782

España, como puede verse, recibió resultados tangibles de la guerra, especialmente en contraste con su aliado Francia. Los franceses habían invertido enormes cantidades de mano de obra y de recursos financieros para obtener una pequeña ganancia clara. Francia se quedó con deudas agobiantes que lucharon para pagar, y que se convirtieron en una de las principales causas de la Revolución francesa que estalló en 1789. España, en comparación, eliminó sus deudas con mayor facilidad, en parte debido a los incrementos impresionantes en la producción de plata de las minas en México y Potosí. En la mitad del siglo XVIII la producción en México se incrementó en aproximadamente un 600 % y un 250 % en el Perú y Charcas (actual Bolivia).
Un resultado concreto de la guerra fue la manera en que se mejoró la posición del conde de Floridablanca y su gobierno, que continuó dominando la política española hasta 1792.
Diego de Gardoqui, de la empresa comercial Gardoqui que habían ayudado en gran medida a los rebeldes durante la guerra, fue nombrado como primer embajador de España en los Estados Unidos de América en 1784. Gardoqui se familiarizó con George Washington, y también marchó en el desfile inaugural del recién elegido presidente de Estados Unidos. El rey Carlos III de España continuó comunicándose con George Washington, enviándole ganado de España, que Washington había solicitado para su granja en Vernon.